# Figuretes de terracota gregues

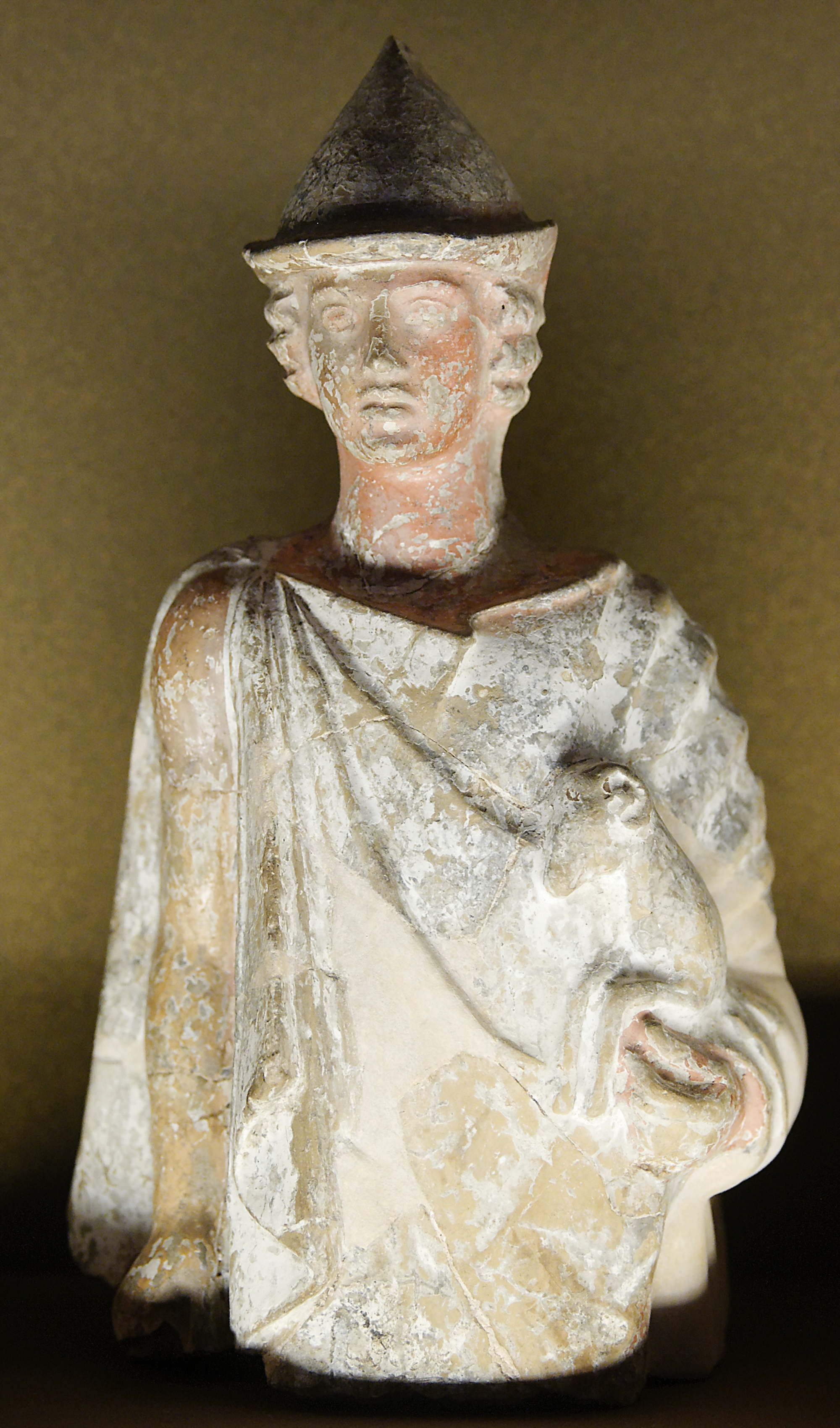
Hermes Criòfor (?), figureta de terracota beòcia, c. 450 ae, Louvre

Les figuretes de terracota són una manera d'expressió religiosa i artística, i es trobaven sovint en l'antiga Grècia. Barates i fàcils de produir, aquestes figuretes eren abundants i donen un testimoniatge únic sobre la vida quotidiana i la religió dels antics grecs.

## Tècniques de manufactura

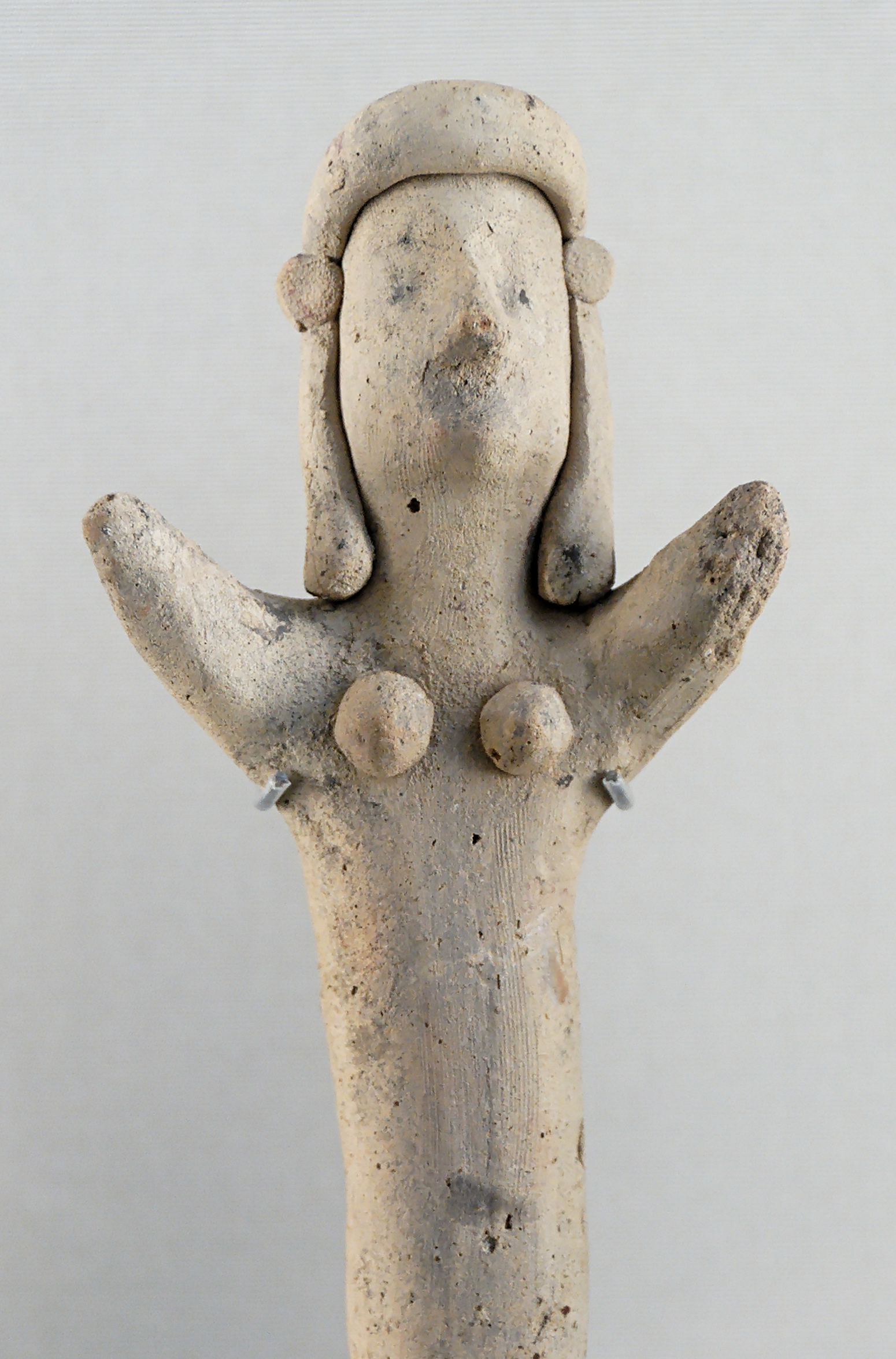
Dona amb els braços enlaire, ofrena funerària típica, Xipre, s. VII ae

### Modelatge
El modelatge n'és la tècnica més comuna i simple, també utilitzada per a crear bronzes: els prototips se'n feien d'argila. Els treballs petits es realitzaven directament amb les mans. Per als models més grans, el coroplasta (o κοροπλάθος/ koropláthos, manufacturador de figuretes) premia pilotetes o boles d'argila contra un objecte de fusta.

### Modelat

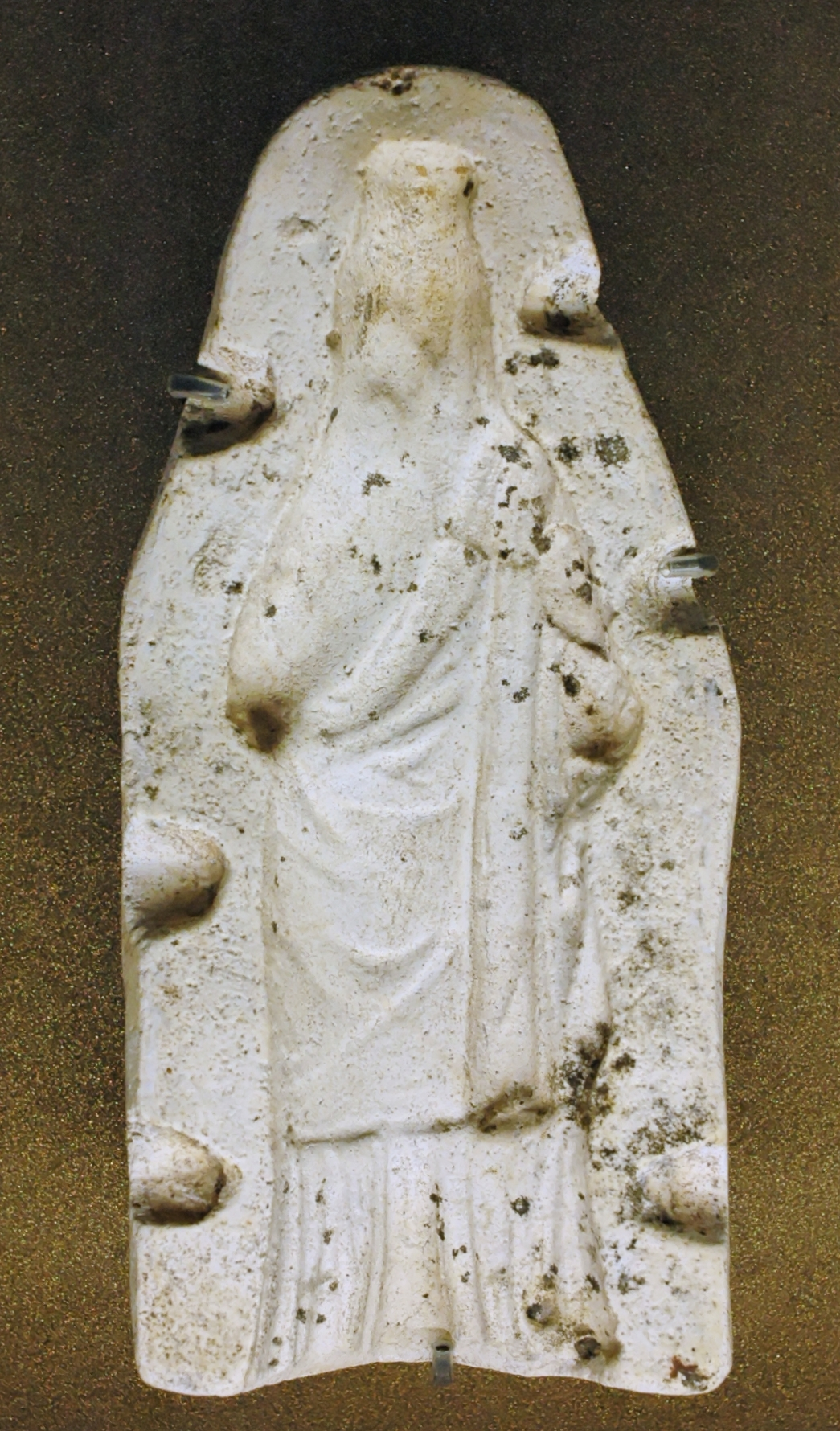
Motle d'algeps del revers d'una figureta de Demèter-Isis

El motle s'obtenia aplicant una capa d'argila o algeps sobre el prototip. Els motles senzills (utilitzats pels grecs continentals fins al s. IV ae) s'assecaven senzillament. Els motles bivalves, la idea dels quals havia estat presa dels egipcis pels grecs insulars, havien de ser tallats per obtenir un anvers i un revers, amb els quals solen associar-se «punts clau», és a dir, protuberàncies que permetien unir millor ambdues parts. Quan la peça era complicada, amb projeccions importants de braços, cames, cap, vestit), l'artesà podia dividir el motle en petites parts; després, la peça s'assecava.
La segona fase consistia a aplicar una capa d'argila dins del motle, al qual se li podien fer talls per endavant per aconseguir l'efecte d'un relleu. La grossor de la capa d'argila variava segons el tipus d'objecte. Les dues parts del motle s'unien i, després, l'objecte se'n treia i l'artesà podia donar-hi els darrers tocs que, generalment, consistien a allisar el lloc d'unió dels motles. A més, l'artesà feia una petita obertura, un forat de ventilació que en permetia eixir el vapor durant la cocció. La ventilació també podia utilitzar-se per a assemblatge: permetia intervenir dins de la peça. Així, els membres eren units al tors, bé pegant-los amb barbotina (argila barrejada amb aigua) o amb un encaix de tipus caixa i metxa.

### Cocció i acabat
Finalment la peça és cuita en el kiln (forn), a temperatures que oscil·len entre els 600 i 800 °C. El kiln era el mateix que usaven els terrissaires. L'engalba podia aplicar-se una vegada que la figureta s'havia cuit. A vegades, l'engalba podia coure's a baixa temperatura. En els començament, la gamma de colors disponibles era prou reduïda: roig, groc, negre i blau. A partir del període hel·lenístic, s'hi afegiren l'ataronjat, rosa malva i verd. Els pigments s'obtenen de tints minerals: ocre per al groc i el roig, carbó per al negre, malaquita per al verd, etc.

## Funcions

### Religiosa

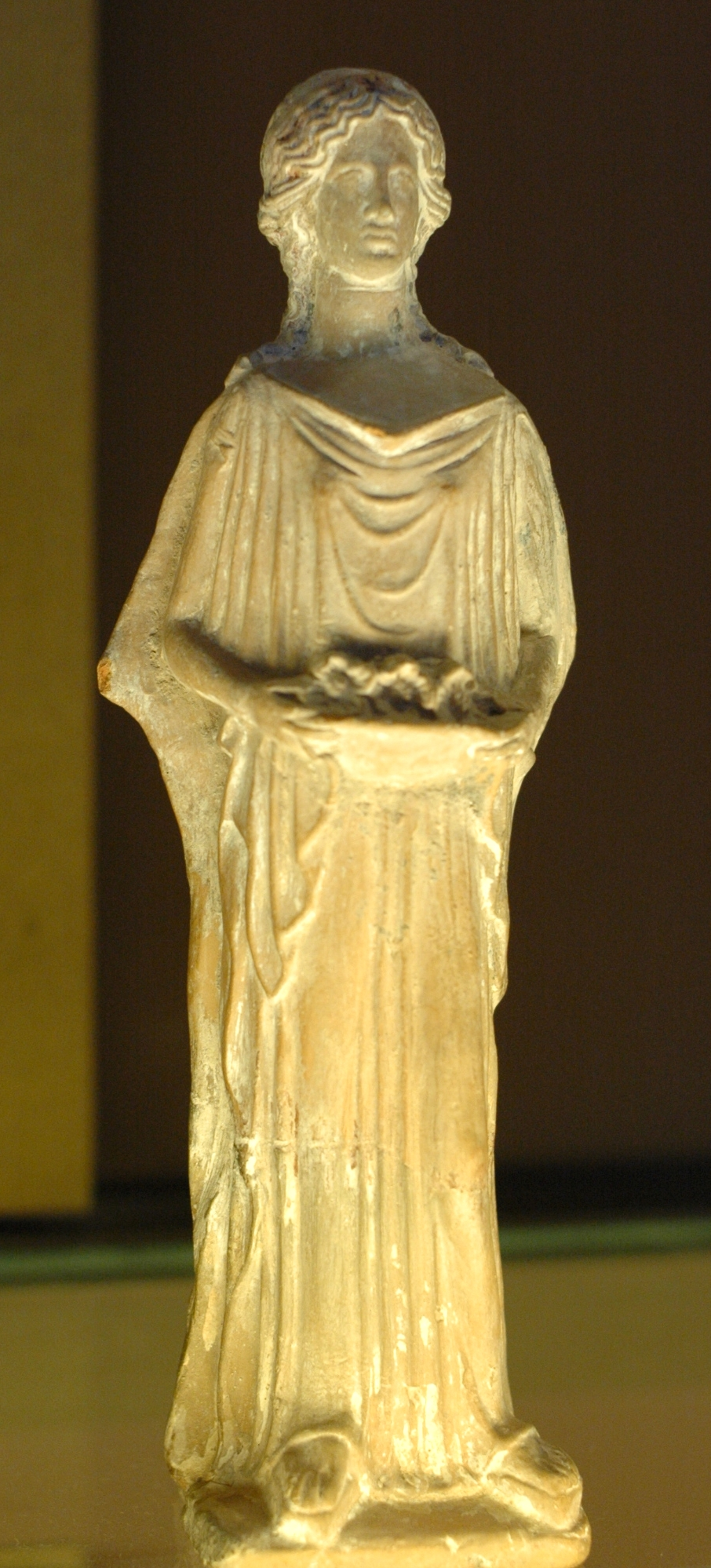
Dona duent una ofrena, figureta arcaica del Peloponés

Gràcies al seu baix cost, les figuretes eren perfectes ofrenes religioses. Aquest era, en realitat, el seu objecte fonamental, i l'aspecte decoratiu hi era secundari. Això explica el motiu pel qual els temples grecs albergaven grans quantitats de vots i figuretes funeràries, i la raó que gairebé no hi haja documentació sobre aquest tema.
Les figuretes poden presentar traços identificatoris. Pels atributs podem reconéixer determinats déus de manera inqüestionable (per exemple, l'arc d'Àrtemis). Fins i tot algunes classes d'estatuetes corresponen a una manera precisa d'adoració relacionada amb una divinitat específica. De vegades, però, els "déus visitants" compliquen la qüestió: són les figuretes dedicades a un déu que no pertany al santuari. A més, la majoria de figuretes simplement representen una dona dempeus, sense cap atribut. Aquestes darreres figuretes s'oferien en tots els santuaris, independentment de la divinitat que s'hi adorara.
En la vida quotidiana era usual el regal de figuretes. Durant l'embaràs, les futures mares tenien la previsió de oferir una figureta a Ilitia, dea de la maternitat: l'estatueta representava una dona a la gatzoneta, en treballs de part, segons la pràctica oriental. Certes estatuetes tenien una petita cavitat que servia per col·locar-hi figuretes més menudes que representaven els nadons. Durant les primeres etapes de la infantesa, les persones regalaven figuretes de xiquets a la gatzoneta, una representació d'origen oriental que arribà a Grècia per Rodes i Xipre. Els anomenats "xiquets del temple" semblaven protegir-los. També podien trobar-se representacions semblants en les tombes. Aquestes figuretes eren de grandària variable, tal vegada per indicar l'edat de l'infant mort. Era habitual sepultar els morts amb objectes d'ús quotidià: joies, pintes i figuretes per a les dones; armes i estrígils per als homes; figuretes i joguets per als infants. Sovint, les figuretes es trencaven a propòsit abans de ser col·locades dins de la tomba.
Sovint, les figuretes de terracota podien comprar-se a l'entrada dels santuaris. Aquestes eren les ofrenes de la gent comuna, dels que no podien permetre's lliurar objectes més valuosos. També solien reemplaçar les ofrenes en espècies, com animals i menjar. Es col·locaven als bancs dels temples o prop de l'estàtua de culte; també podien ser dipositades en llocs d'adoració que estiguessen en espais oberts: en Fedre, Sòcrates reconeix un rierol sagrat quan veu les figuretes que se'n trobaven al terra. Les figuretes s'oferien per demanar favors a un déu o en agraïment. Quan les figuretes en un temple eren massa nombroses, es llençaven en un "abocador sagrat". En aquest cas, es trencaven per evitar que fossen recuperades.

### Lúdica i decorativa

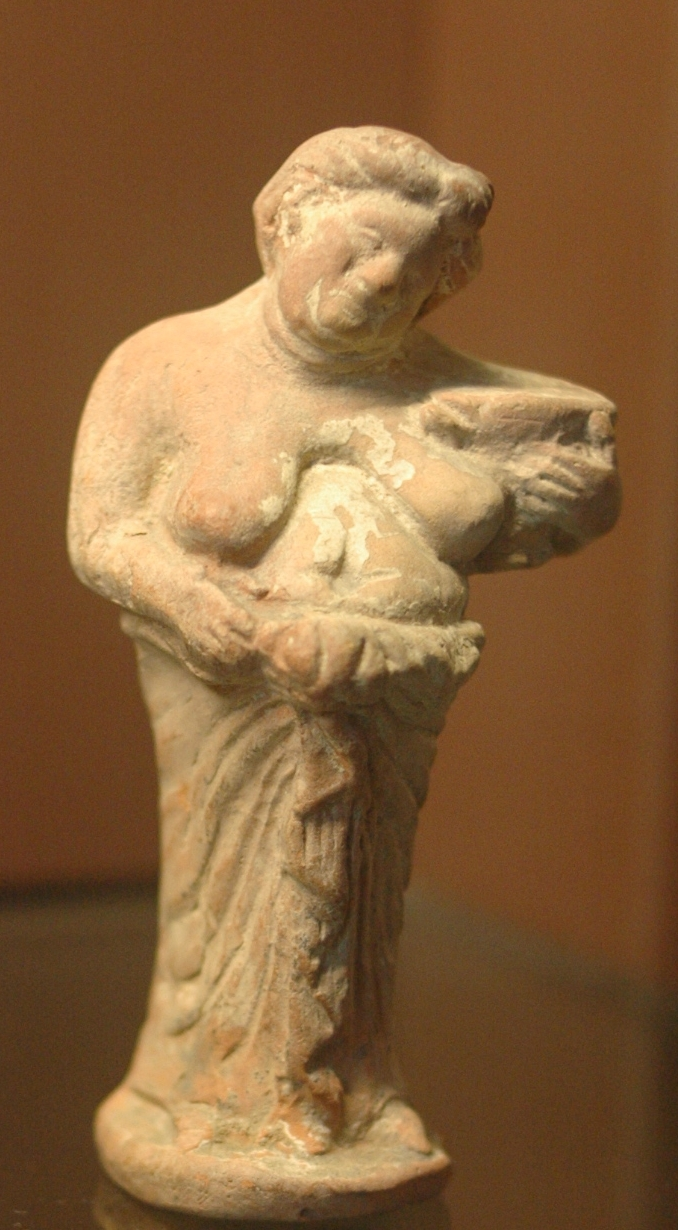
Grotesc, 350-300 ae

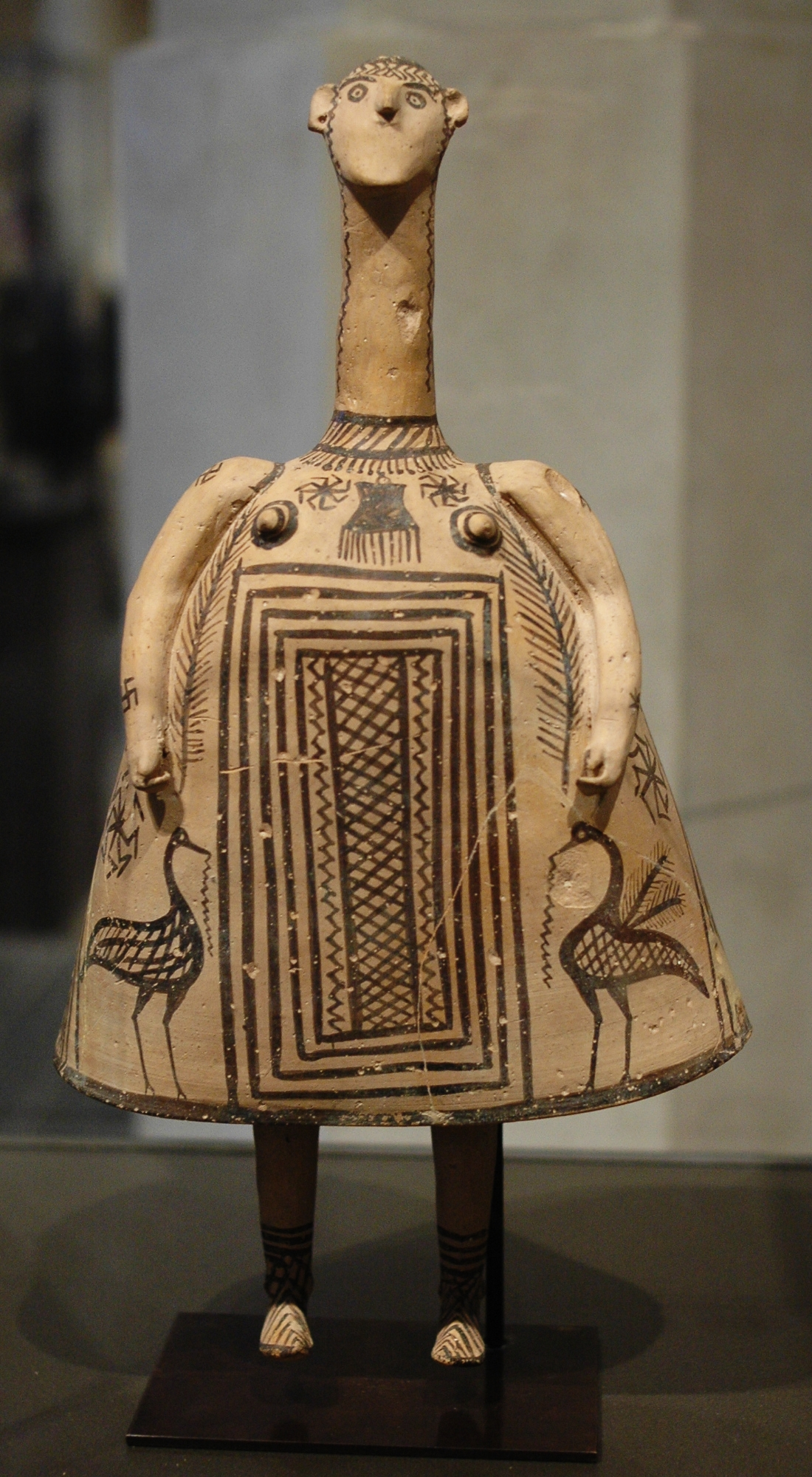
Ídol campana tebà, s. VII ae

Després del s. IV ae, les figuretes adquiriren una funció decorativa: començaren a representar personatges teatrals: l'esclau, el camperol, la infermera, la dona grossa, el sàtir del drama satíric, etc. Els trets de les figuretes s'exageraven i distorsionaven. Arribat el període hel·lenístic, les figuretes es convertiren en grotescos: éssers deformats amb caps desproporcionats, pits enfonsats o estómacs prominents, geperuts i calbs. Els grotescos eren una especialitat de la ciutat d'Esmirna, tot i que també s'elaboraren en altres parts del món grec, per exemple a Tars o Alexandria.
Finalment, la terracota també s'emprava per a fabricar nines i altres joguets per a infants. Poden trobar-se figuretes articulades o cavallets, fàcils de manipular per mans xicotetes. A voltes resulta difícil determinar la naturalesa d'un figureta, tals com els estranys "ídols campana" de Beòcia, que aparegueren a finals del s. VIII ae: tenien el coll llarg i cossos desproporcionats, cilíndrics i amb forma de torn. Els braços estaven atrofiats i les cames podien moure's. Finalment, el cap estava perforat per poder penjar-los. No és clar si tals objectes eren joguets o ofrenes votives.